# 비밀의 숲 테라비시아 (2007년 영화)
비밀의 숲 테라비시아(Bridge to Terabithia)는 2007년 개봉한 미국의 판타지 드라마 영화이다. 헝가리 출신의 애니메이터 추포 가보르가 연출했으며 조시 허처슨이 주인공 제시 에런스 역, 애나소피아 로브가 또 다른 주인공 레슬리 버크 역을 연기했다.
원작 소설은 영화 각본을 쓰기 시작한 패터슨의 아들의 어린 시절 사건을 바탕으로 만들어졌다. 추포 가보르는 2005년 말에 고용되었고 나머지 주요 출연진은 곧 마무리되었다. 주요 사진 촬영은 2006년 2월에 시작되어 그해 4월까지 오클랜드에서 진행되었다. 이 영화는 71세의 촬영감독 마이클 채프먼의 마지막 영화였으며 이후 은퇴를 계획했다.

## 줄거리
12살 소년 제시 에런스는 가난한 가정에서 자라며 그림 그리기를 좋아한다. 학교에서 새 친구 레슬리 버크를 만나게 되고, 함께 숲속에서 밧줄을 타고 개울을 건너다 버려진 오두막을 발견한다. 그들은 그곳을 '테라비시아'라고 이름 짓고, 상상의 세계를 만들어 함께 시간을 보낸다.
테라비시아에서 제시와 레슬리는 현실에서 겪는 어려움과 괴롭힘을 잊고 다양한 상상 속 모험을 한다. 레슬리는 제시에게 미술 도구를 선물하고, 제시는 아버지와의 갈등으로 인해 테라비시아에 대한 믿음을 잃기도 하지만 곧 화해한다. 그들은 함께 테라비시아에서 괴물들과 싸우고, 학교에서 괴롭히던 친구와도 화해하며 우정을 쌓아간다.
하지만 어느 날, 제시가 음악 선생님과의 미술관 나들이를 다녀온 사이, 레슬리가 개울에서 밧줄이 끊어져 사고로 죽게 된다. 제시는 레슬리의 죽음을 부정하지만 곧 현실을 받아들이고, 슬픔과 죄책감에 시달린다. 레슬리의 아버지는 제시에게 레슬리가 그를 가장 친한 친구로 생각했다는 말을 전한다.
제시는 레슬리를 잊지 않고, 테라비시아를 재건하기로 결심한다. 그는 개울에 다리를 놓고 동생 메이벨을 테라비시아로 초대하여 함께 왕국을 다스리기로 한다. 제시는 왕이 되고 메이벨은 공주가 되어 테라비시아를 함께 통치하며 레슬리의 추억을 이어나간다.

## 출연
- 조시 허처슨 - 제시 에런스 역
- 애나소피아 롭 - 레슬리 버크 역
- 조이 데이셔넬 - 에드먼즈 선생님 역
- 로버트 패트릭 - 잭 에런스 역
- 베일리 매디슨 - 메이 벨 에런스 역
- 케이트 버틀러 - 낸시 에런스 역
- 로런 클린턴 - 제니스 에이버리 역
- 캐머런 웨이크필드 - 스콧 호거 역
- 엘리엇 롤리스 - 게리 펄처 역